# Itanagra
Itanagra es un municipio brasileño del estado de Bahía. Fue fundado el día 30 de julio de 1962.
El nombre Itanagra significa Piedra de Arena. 
Su población estimada en 2004 era de 6.789 habitantes.